# Le Rêve mexicain ou la Pensée interrompue
Le Rêve mexicain ou la Pensée interrompue est un essai écrit en  français par J. M. G. Le Clézio publié en 1988 dans la collection Folio Essais.
L'auteur s'interroge sur la brutale disparition des cultures et des civilisations indiennes de Mésoamérique au XVIe siècle et plus particulièrement sur la fin de la civilisation mexica déclenchée par les conquistadors espagnols. Le Clézio analyse le caractère de personnes comme Hernán Cortés, la Malinche, Motecuzoma II, Cuauhtémoc, acteurs principaux dans le cadre de la conquête du Mexique. Le Clézio reprend les descriptions faites par Bernal Díaz del Castillo dans Histoire véridique de la conquête de la Nouvelle-Espagne pour analyser en profondeur les évènements. Il imagine ce qui serait arrivé si les Amérindiens n'avaient pas été réduits au silence avec brutalité, quel aurait été l'impact de la pensée indigène sur la civilisation occidentale...
Il sait que l'Occident exerce sa domination tant économique que culturelle sur le monde encore aujourd'hui à cause des conséquences de la colonisation en Amérique. Il se demande comment aurait évolué la vie culturelle de la Mésoamérique, notamment celle de la civilisation très avancée des Aztèques si les Européens n'avaient pas décimé les sociétés indigènes.